# Общественное мнение в Государстве Палестина по урегулированию палестино-израильского конфликта
Общественное мнение в Государстве Палестина по урегулированию палестино-израильского конфликта с эпохи соглашений Осло (середина 1990-х годов) является предметом многочисленных исследований и социологических опросов. Их регулярно проводит Палестинский центр исследования политики и опросов, а также другие организации — как местные, так и международные. Отмечается постепенная радикализация и исламизация палестинцев, падение популярности мирного урегулирования и рост призывов к уничтожению Израиля. 

## Поддержка терроризма
По данным опроса палестинцев в 2002 году Программой по взглядам на международную политику, нападения на израильских военных скорее поддержали (от 6 до 10 по 10-бальной шкале) 85 % опрошенных; теракты-самоубийства против гражданского населения Израиля скорее поддержали 69,5 % респондентов. При этом 63,9 % опрошенных сочли, что увечья и гибель израильских гражданских лиц сделают Израиль более склонным к компромиссам.
По данным Палестинского центра исследования политики и опросов от 2021 года, 84 % палестинцев в секторе Газа и 65 % на Западном берегу реки Иордан поддержали формирование дополнительных вооружённых групп, независимых от администрации ПНА. По опросу той же НКО в 2022 году, 59 % палестинцев сочли, что вооружённые теракты по отношению к израильским гражданам внутри «зелёной черты» соответствуют «интересам палестинцев по прекращению оккупации».
Согласно опросу, проведённому среди палестинцев Газы и Западного берега 14 ноября 2023 года организацией Arab World for Research and Development, 59,3 % респондентов полностью поддержали массовую резню израильтян 7 октября; ещё около 15,7 % респондентов «скорее поддержали» её, и ещё 10,9 % заявили о нейтральном отношении к ней; при этом 94,3 % заявили, что испытывают в этой ситуации гордость как палестинцы.

## Поддержка уничтожения Израиля
По опросу, проведённому от 14 ноября 2023 года в частично признанном Государстве Палестина организацией Arab World for Research and Development, 74,7 % палестинцев выступили за решение конфликта путём организации палестинского государства на всей территории «от реки до моря», включающей в себя современный Израиль.

## Поддержка мирного урегулирования

### «Два государства для двух народов»
По данным опроса Палестинского центра исследования политики и опросов, в марте 2007 г. в секторе Газа и на Западном берегу р. Иордан 47,5 % палестинцев соглашались на признание Израиля, согласно требованию международного квартета; 48,3 % не соглашались на это. По опросам того же НКО в 2021 г., лишь 32 % палестинцев поддержали идею «двух государств для двух народов», а в 2022 г. лишь 28 % палестинцев поддержали эту идею, и 69 % высказались против неё.
Согласно опросу Исследовательского центра Пью в сентябре 2023 г., 67 % палестинцев высказались против решения «два государства для двух народов».
Согласно опросу среди палестинцев организации Arab World for Research and Development от 14 ноября 2023 года, 74,7 % из них хотят палестинское государство на месте Израиля, и лишь 17,2 % выступили за схему «двух государств для двух народов».

### «Одно государство для двух народов»
Согласно опросу среди палестинцев организации Arab World for Research and Development от 14 ноября 2023 года, лишь 5,4% респондентов поддержали схему «одно государство для двух народов», предполагающую образование совместного государства евреев и палестинских арабов.

## Поддержка политических партий
Согласно данным опросов среди палестинцев, в 2021-2022 годах ХАМАС, не признающий Израиль и стремящийся его уничтожить, был самой популярной партией как в секторе Газа, так и на Западном берегу Иордана. 
Так, по данным Палестинского центра исследования политики и опросов от 2021 года, если бы в ПНА проводились выборы президента, то, выбирая между главами радикального ХАМАС и более умеренного ФАТХ, 53 % голосующих палестинцев выбрали бы главу ХАМАС Исмаила Ханию, и лишь 36 % — главу ФАТХ Махмуда Аббаса.
Согласно опросу, проведённому с 31 октября по 7 ноября 2023 года Бирзейтским университетом, высокую поддержку палестинцев (84 %) получил Палестинский исламский джихад, стремящийся к уничтожению Израиля; поддержка ХАМАС составила 76 %, а его боевого крыла (Бригады «Изз ад-Дин аль-Кассам») — 89%.

## Политическое давление и насилие в отношении социологов
13 июля 2003 года толпа из приблизительно ста палестинских беженцев ворвалась в офис Палестинского центра исследования политики и опросов в Рамалле, чтобы помешать ему опубликовать опрос, показывающий, что количество беженцев, предпочитающих поселиться на постоянной основе в палестинском государстве, в пять раз больше, чем количество желающих вернуться в свои старые дома на территории современного Израиля. Протестующие закидали яйцами директора центра Халила Шикаки, разбили компьютеры и напали на девять сотрудников, находившихся на работе. Одна из сотрудниц центра была госпитализирована с травмами.